# Equazione di Hill (matematica)
In matematica, l'equazione di Hill è un'equazione differenziale ordinaria del secondo ordine, introdotta da George William Hill nel 1886, che ha la forma:
{\displaystyle {\frac {d^{2}y}{dt^{2}}}+f(t)y=0}
dove {\displaystyle f(t)} è una funzione periodica.
Se il periodo è {\displaystyle \pi } l'equazione si può riscrivere utilizzando la serie di Fourier di {\displaystyle f(t)}:
{\displaystyle {\frac {d^{2}y}{dt^{2}}}+\left(\theta _{0}+2\sum _{n=1}^{\infty }\theta _{n}\cos(2nt)+\sum _{m=1}^{\infty }\phi _{m}\sin(2mt)\right)y=0}
Vi sono importanti casi particolari di questa equazione; in particolare l'equazione differenziale di Mathieu, l'equazione di Meissner e l''equazione differenziale di Whittaker-Hill:
{\displaystyle {\frac {d^{2}y}{dt^{2}}}+[A+B\cos(2x)+C\cos(4x)]y=0}
A seconda del comportamento di {\displaystyle f(t)} le soluzioni dell'equazione di Hill possono essere limitate oppure crescere esponenzialmente, ciò rende l'equazione particolarmente significativa nello studio delle equazioni differenziali periodiche. La forma precisa delle soluzioni è descritta dalla teoria di Floquet.